# Grammendorf
Grammendorf ist eine Gemeinde im Süden des Landkreises Vorpommern-Rügen. Sie ist Teil des Amtes Recknitz-Trebeltal mit Sitz in der Stadt Tribsees.

## Geografie und Verkehr
Grammendorf liegt etwa 15 Kilometer südwestlich von Grimmen und zirka zehn Kilometer südöstlich von Tribsees. Die nördlich der Gemeinde liegende Bundesautobahn 20 ist über den Anschluss Tribsees (ca. 9 km) zu erreichen. Im Südwesten grenzt die Gemeinde an die Trebel. Hier befindet sich in Nehringen ein Wasserwanderrastplatz. Der Fluss ist auch die Grenze zwischen Pommern und Mecklenburg.

## Ortsteile
Ortsteile der Gemeinde sind:
- Dorow
- Grammendorf
- Keffenbrink
- Nehringen
- Rodde

Das Gebiet gehörte bis zum 17. Jahrhundert zum Herzogtum Pommern. Nach dem Dreißigjährigen Krieg bis zum Jahr 1815 gehörte die Gegend zu Schwedisch-Pommern und danach zur preußischen Provinz Pommern.
Sie war bis 1952 Teil des Landkreises Grimmen und gehörte danach bis 1994 zum Kreis Grimmen im Bezirk Rostock.

## Geschichte
Dorow
Aus Dorow ist ein Hacksilberfund aus dem 11. Jahrhundert bekannt.
Dorow besaß ein 400 ha großes Rittergut. Vor 1840 galten die Freiherren Schoultz von Ascheraden als Eigentümer. Anfang des 19. Jahrhunderts war erst der Philipp Carl Ludwig Schoultz von Ascheraden (1756–1826) Besitzer. Seine Ehefrau war Carolina Louise Ulrika von Bohlen (1772–1849). Ihr Sohn August Ludwig Schoultz von Ascheraden trug mehrere Titel und Funktionen. Preußischer Kammerherr, außerordentlicher Gesandter und sogar bevollmächtigter Minister am dänischen Hof, Gutsbesitzer auf Dorow, Nehringen und Rodde. Dann folgte Wilhelm Freiherr von Keffenbrinck-Ascheraden auf Keffenbrink, dessen Vorfahren 1744 die preußische Adelsanerkennung erhielten. Zwischen den Familien Schoultz von Ascheraden und von Keffenbrinck gab es mehrere Querverbindungen über Heirat und so gelangten die einst freiherrlich v. Ascheradenschen Güter in neue Hände. Dorow gehörte bis zu den Enteignungen der Bodenreform den Erben des Carl August Clemens Freiherr von Pachelbel-Gehag-Ascheraden (1859–1942). In der dritten Hälfte des 20. Jahrhunderts wurde der Ort einer breiteren Öffentlichkeit durch den Hacksilberfund von Dorow bekannt.
Grammendorf
Grammendorf wurde im Jahr 1321 erstmals urkundlich genannt. Der Bezug zum Ritter Johannes von Grammendorp ist genealogisch noch nicht ganz geklärt, zumal die Familie nur wenige Generationen danach nicht mehr in der Historie aufkommt. Eine längere Phase gehörten einige Hufen der Familie von Rethen. Ihnen folgen die Freiherren von Wachtmeister. 1713 ist genannt Adam W. von Wachtmeister-Zarnekow auf mehreren Besitzungen, ebenso zu Grammendorf. Grammendorf gilt als alter Besitz. 1863 saß noch ein Baron von Wachtmeister auf Grammendorf. Um 1879 weist das erstmals amtlich publizierte Generaladressbuch der Rittergutsbesitzer Pommern den Rittergutsbesitzer Sombart mit Sitz in Ermsleben im Harz aus. Als Verwalter agieren die Schultz’sche Erben. Das Gut beinhaltet eine Gesamtfläche von fast 831 ha, davon 112 ha Waldbesitz. Die politische Karriere des Grammendorfer Gutsbesitzer Anton Ludwig Sombart begann als Bürgermeister, er wurde auch Reichstagsmitglied. In Grammendorf ließ er eine Feldbahn errichten. Sombart investierte auch für seine Gutsarbeiter in den Wohnungsbau in Grammendorf. Der Nachfolger in der Gutsherrschaft nur wenige Jahre später war der ebenfalls aus dem Harz stammende Ferdinand Heinle. Die späteren Ausgaben der Güteradressbücher für die Provinz Pommern ab 1905 führen Grammendorf nicht mehr auf, das Gut selbst wurde scheinbar aufgesiedelt. Im Preußischen Landtag gab es seitens der Familie Heinle zuvor einen Antrag, ihnen auf das zweite Jahre die Zahlung der Renten zu erlassen. Er wurde hier als Rentengutsbesitzer bezeichnet. Also scheint Grammendorf kein konventionelles Rittergut mehr gewesen zu sein.  
Keffenbrink
Keffenbrink, vormals Bauersdorf, vor 1855 zu Ehren der damaligen Besitzerfamilie der Herren von Keffenbrinck, seit 1860 Freiherren von Keffenbrink-Ascheraden umbenannt, war zuletzt das Hauptgut eines Güterkomplexes mit Nehringen, Dorow sowie Rodde mit Försterei Camper (Kamper). Die Bindung war durch einen Familienfideikommiss vorgegeben. Keffenbrink selbst erhielt den neuen Status eines Schutzforstes, welcher eine artverwandte Sicherung des Erbes im Besitztum unter besonderen Schutz, zumeist im Format einer Stiftung, stellen sollte. Letzter Eigentümer wurde Dr. jur. Carl-Wolfgang von Pachelbel-Gehag-Ascheraden. Er verlegte den Hauptwohnsitz nach Nehringen und lebte nach 1945 in Niedersachsen.
Nehringen
Der Ortsteil Nehringen wurde 1387 urkundlich erstmals erwähnt.
Rodde
Rodde besaß vormals einen Burgwall, östlich der Gemarkung gelegen, im Nehringer Wald, nahe am Trebel. Daneben befand sich eine Wüstung, „Wik“ genannt. Das Dorf war, die Försterei Kamper dazugehörig, mit einem konventionellen Rittergut ausgestattet, Umfang 997 ha gesamt, davon 381 ha Ackerflächen. Der Besitz war seitens der Gutsherrschaft längere Zeit unterverpachtet, an den Nehringer Landwirt Otto Putzier. Am 1. Juli 1950 wurde die bis dahin eigenständige Gemeinde Rodde nach Grammendorf eingegliedert.

## Wappen, Flagge, Dienstsiegel
Die Gemeinde verfügt über kein amtlich genehmigtes Hoheitszeichen, weder Wappen noch Flagge. Als Dienstsiegel wird das kleine Landessiegel mit dem Wappenbild des Landesteils Vorpommern geführt. Es zeigt einen aufgerichteten Greifen mit aufgeworfenem Schweif und der Umschrift „GEMEINDE GRAMMENDORF“.

## Sehenswürdigkeiten
- Fangelturm mit Burgwall in Nehringen
- Gutshaus (schwedischer Landhausstil) mit Park in Nehringen
- Trebelbrücke (Nehringen), hölzerne Klappbrücke
- Dorfkirche St. Andreas in Nehringen aus dem Barock
- Lindenallee Keffenbrink
- Gutsanlage Keffenbrink, Herrenhaus von um 1900
- Ehrengrab auf dem Friedhof des Ortsteiles Keffenbrink für fünf sowjetische Opfer von Zwangsarbeit im Grammendorf und Umgebung. An sie erinnert nichts mehr.
- Turmhügel Grammendorf
- 3 verschiedene Turmhügel bei Rodde

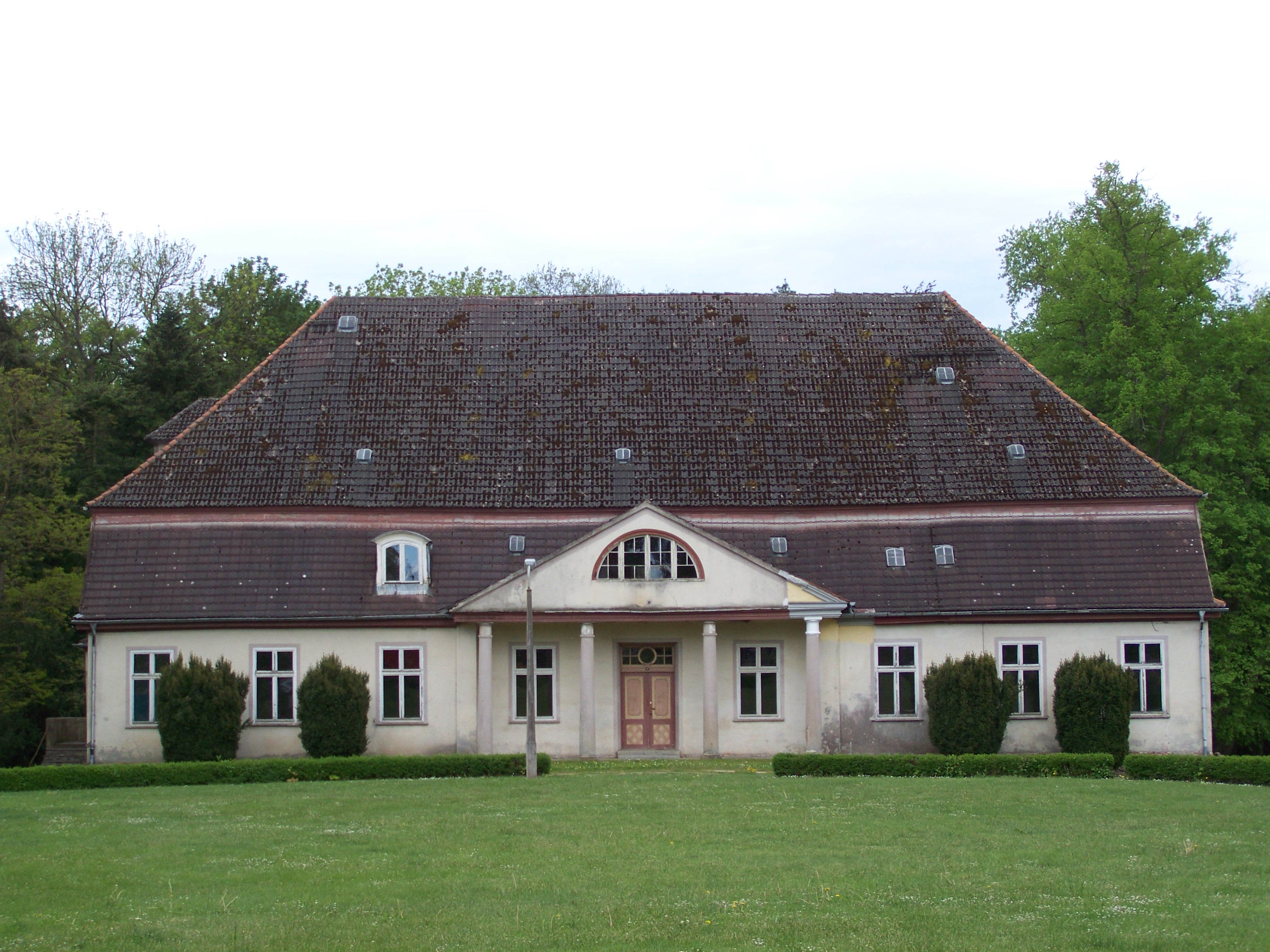
Gutshaus Nehringen
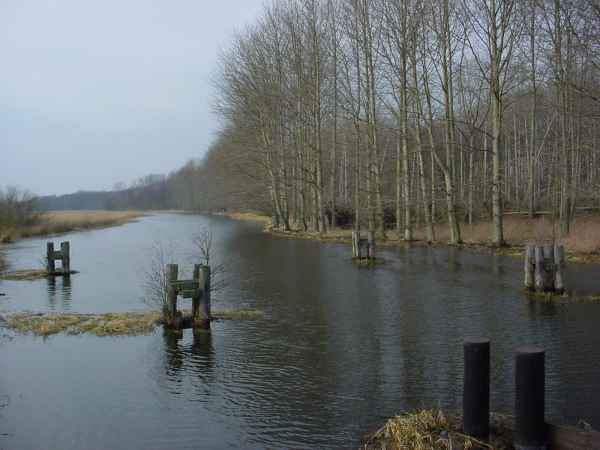
Trebel bei Nehringen
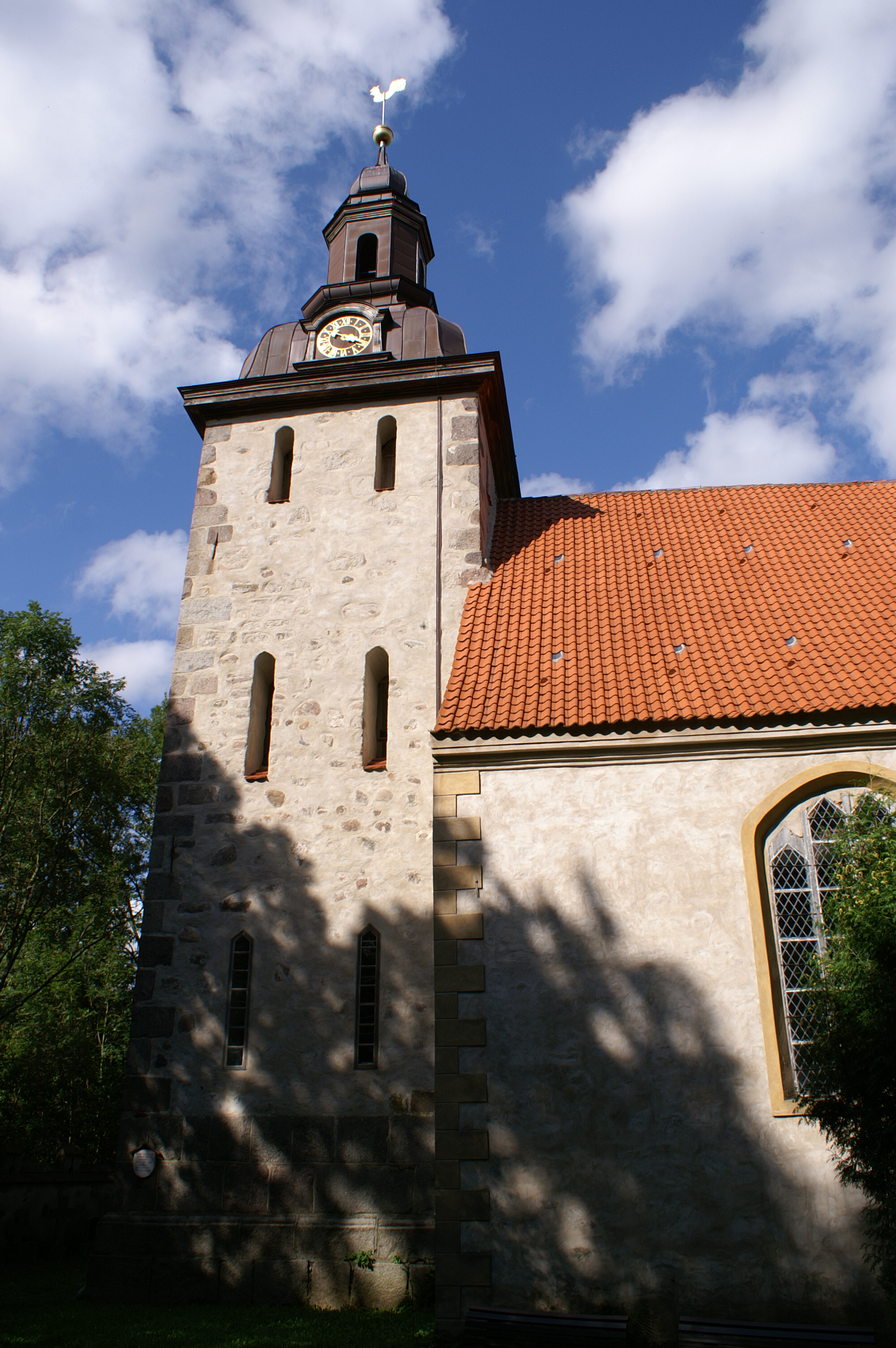
Kirche St. Andreas